# Centura lui Orion

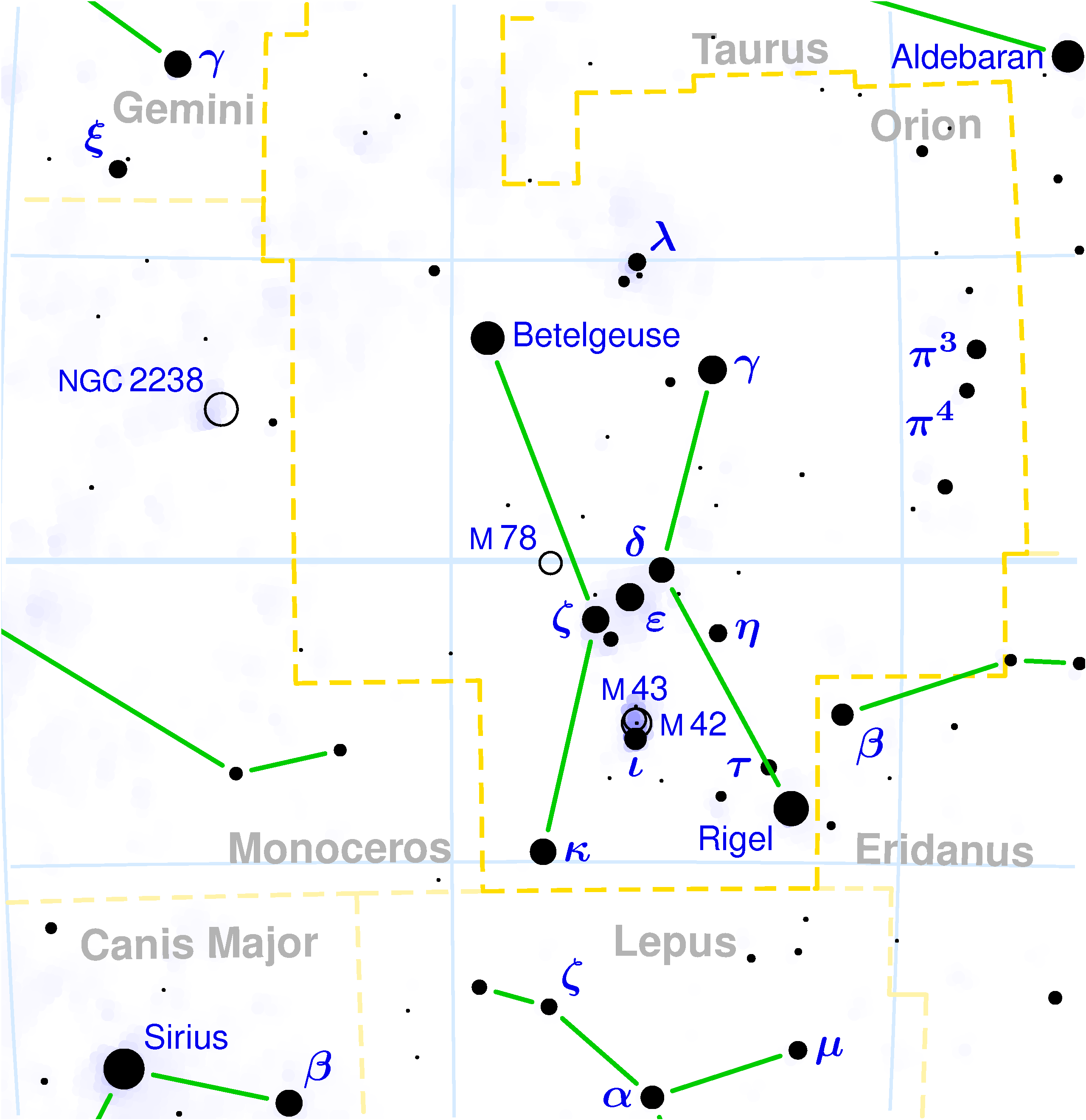
Harta constelației Orion

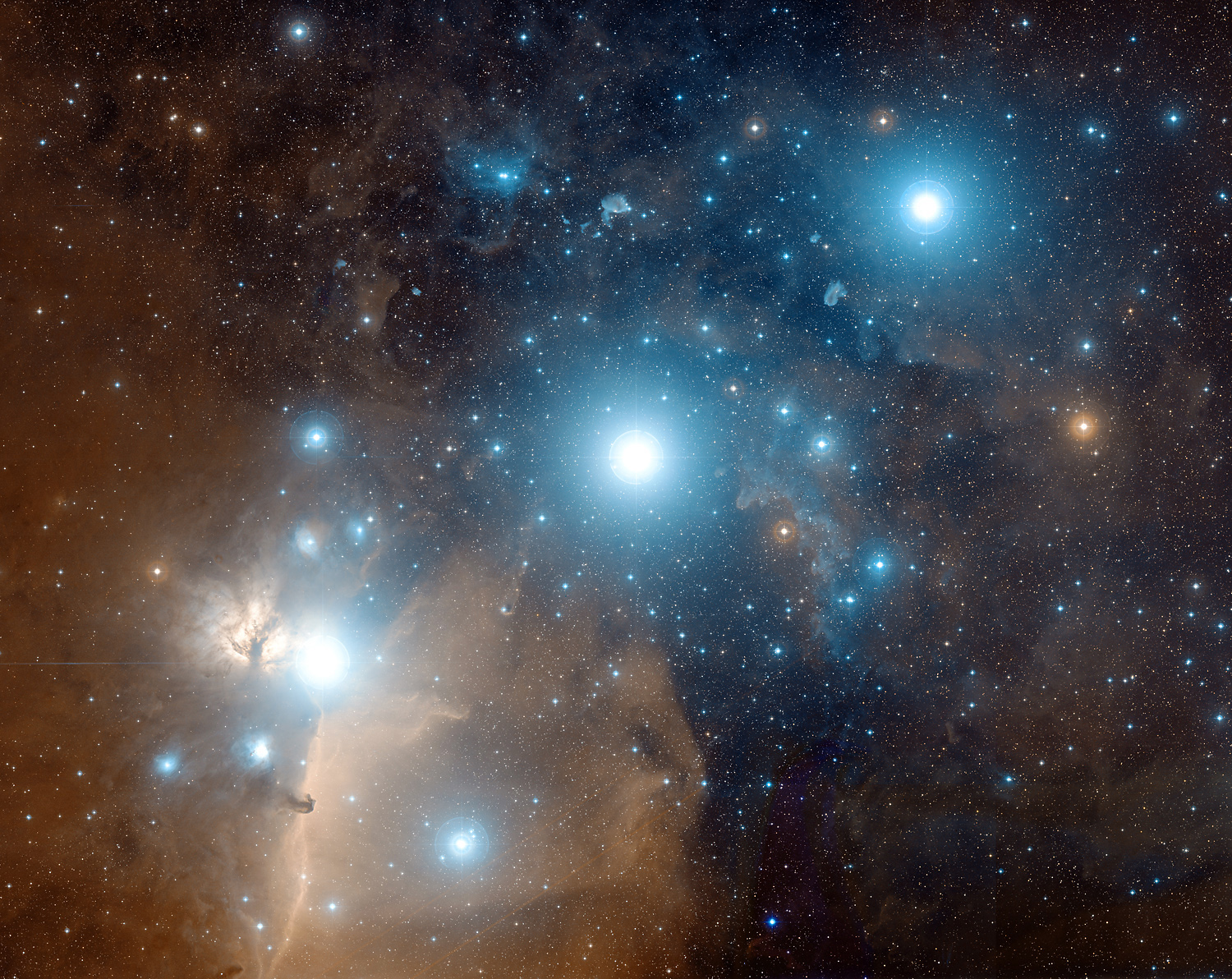
Astrofotografie a Centurii lui Orion

Centura lui Orion este un asterism din constelația Orion. Ea constă în trei stele foarte luminoase, aproape perfect aliniate, ușor de recunoscut cu ochiul liber pe cerul înstelat: Alnitak (Zeta Orionis), Alnilam (Epsilon Orionis) și Mintaka (Delta Orionis). Acestea fac obiectul multor referințe mitologice și religioase.

## Etimologii
În arabă, Alnilam semnifică „șirag de perle”, Mintaka semnifică „ham”, „centură”, iar Alnitak vine de la cuvântul an-nitaq, care înseamnă „centură”.

## Alnitak
Alnitak / Zeta Orionis / ζ Ori este un sistem stelar triplu aflat la 800 ani-lumină distanță: Zeta Orionis Aa este o supergigantă albastră, de magnitudine absolută -5,25. fiind de 28 de ori mai masivă decât Soarele, Zeta Orionis B este o stea de magnitudine aparentă 4 de clasă B, care orbitează Zeta Orionis Aa, iar  Zeta Orionis Ab, a fost descoperită abia în 1998. Ea este o stea de magnitudine aparentă 4 de clasă O.

## Alnilam
Alnilam / Epsilon Orionis  / ε Ori / ε Orionis se află în lista celor mai strălucitoare stele pe locul al treizecilea, iar în constelația Orion pe locul al patrulea, între cele mai strălucitoare stele, după Rigel, Betelgeuse și Bellatrix. Fiind o stea supergigantă de culoare albastră-albă, ea este una din stelele cele mai luminoase cunoscute. Are o magnitudine aparentă de 1,69. Steaua Alnilam se află la 1.300 ani-lumină de Sistemul nostru Solar.

## Mintaka
Mintaka / δ Ori / δ Orionis / Delta Orionis este o gigantă albastră multiplă, una din cele trei stele ale asterismului Centura lui Orion, împreună cu Alnilam și Alnitak. Observată de pe Pământ, este situată foarte aproape de ecuatorul ceresc (la mai puțin de 18 minute de arc) și, prin urmare, poate servi la reperarea acestuia pe cer.

## Observare și repere
Privind după centura lui Orion pe cerul nopții, cel mai simplu mod este de a localiza constelația Orion pe cer. Stelele sunt mai mult sau mai puțin uniform distribuite într-o linie dreaptă, și astfel pot fi vizualizate ca centura îmbrăcăminții vânătorului. În emisfera nordică, ele se pot observa cel mai bine pe cerul nopții în timpul iernii, în special în luna ianuarie în jurul orei 09:00 pm.

Utilizarea constelației Orion pentru a găsi stelele Aldebaran, Procyon, Sirius, Castor și Pollux.

Poziția pe cer, aproape perfect „călare pe Ecuator”, înseamnă că acest asterism este vizibil în întregime din toate colțurile Pământului.
Stelele care alcătuiesc centura sunt Alnitak, Alnilam și Mintaka (ζ, ε și δ Ori). Aceste trei stele strălucitoare aliniate permit să fie localizate cu ușurință pe cerul de iarnă, în constelația Orion, figura dominantă a cerului nocturn de iarnă boreală și de vară australă. Alinierea lor, cu toate acestea, este doar aparentă, datorită localizării lor față de Pământ: Alnitak este la distanța de 820 ani-lumină, Alnilam la 1.340 de ani-lumină, iar Mintaka la 915 ani-lumină.
Acestea formează aproximativ centrul constelației Orion.
Se poate folosi asterismul pentru localizarea altor stele și obiecte astronomice situate în apropiere. Astfel, se găsește Nebuloasa Orion mai jos de centură, iar Nebuloasa Cap de Cal se găsește chiar la sud de Alnitak. Se poate găsi nebuloasa M78 la aproximativ 2 grade nord și la 1,5 grade est de aceeași stea.
Bucla lui Barnard, o mare nebuloasă de emisie făcând parte din Norul din Orion (un nor molecular gigant) care conține și Nebuloasa Cap de Cal și Nebuloasa din Orion, este situată tot în jurul centurii și poate fi observată cu ochiul liber în condiții foarte bune, fără nicio poluare luminoasă. Ea are o culoare roșie datorată cantității sale de hidrogen ionizat.
Trasând o linie imaginară pornind de la Mintaka în direcția Sud-Est, ajungem la Sirius. Invers, continuând linia imaginară spre Nord-Vest, ajungem la Aldebaran.

## Corelația Orion

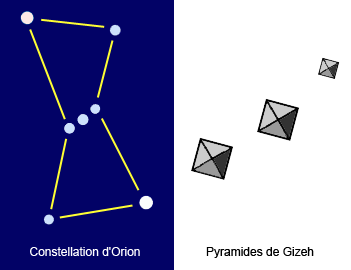
Corelaţie între piramidele de la Gizeh (Egipt) și stelele Centurii lui Orion.

Unii egiptologi, precum Selim Hassan și arheoastronomi precum Robert Bauval abordează corelația Orion, sugerând că alinierea  și talia celor trei piramide egiptene de la Gizeh (piramida lui Kheops, piramida lui Kefren și piramida lui Mykerinos) sunt bazate pe stelele Centurii lui Orion.

## În lume
Despre centura lui Orion, se păstrează mărturiile multor popoare antice, din toate zonele planetei noastre.
În tradiția chineză, centura lui Orion este numit San Xing (literal trei corpuri). Cele trei stele reprezintă zeități, ale căror nume sunt Lu Xing (steaua prosperității), Fu Xing (steua norocului) și Shou Xing (steaua longevității).
În secolele al XVII-lea - al XVIII-lea, Centura lui Orion era cunoscută sub denumirea de Driekoningen (în română Cei Trei Regi) de către navigatorii și cartografii olandezi.
Tot cu aceeași semnificație, este numită Drie Konings (în română Cei Trei Regi) sau Drie Susters (în română: Cele Trei Surori) de vorbitorii limbii afrikaans din Africa de Sud. 
În Lettres de mon moulin, publicată în 1866, Alphonse Daudet amintește, în scrisoarea Les Étoiles, de mai multe obiecte cerești, între care și de „les Trois Rois”, referindu-se la Centura lui Orion. 
Peste tot, sintagma Cei Trei Regi se referă la Cei trei crai de la răsărit evocați în Evanghelia după Matei (Matei 2, 1-12).
Referindu-se la același asterism, Daudet îl numește și „le Râteau” (pronunțat: [lɘʁato]), în română „Grebla”.
Un episod, din serialul Extratereștri antici, se numește „Destinația: Orion”.

## Galerie de imagini

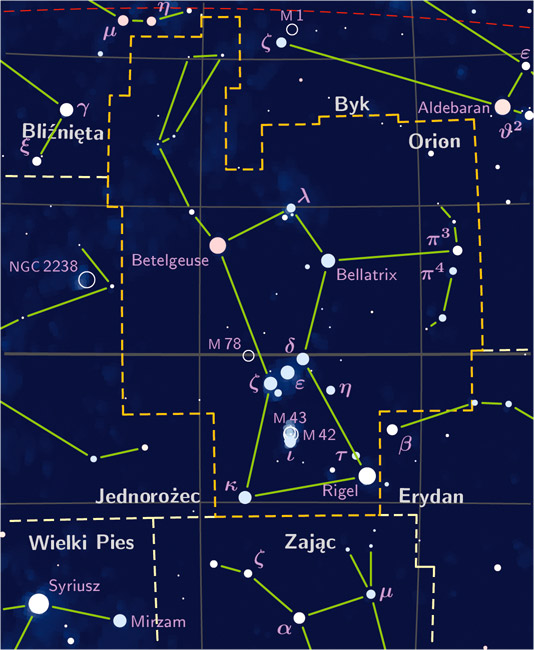
Hartă a Constelației Orion.
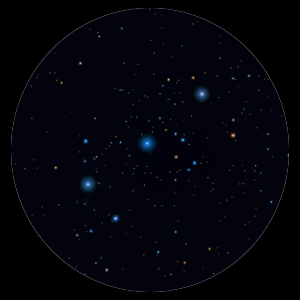
Centura lui Orion văzută prin binoclu.
Astrofotografie a regiunii Alnitak (dreapta sus) și Nebuloasa Flacără.